# Berliner Funkturm
Der Berliner Funkturm (umgangssprachlich als Langer Lulatsch bekannt) ist ein 146,7 Meter hoher Stahlfachwerkturm auf dem Messegelände im Berliner Ortsteil Westend und eines der Wahrzeichen der Stadt. Der vom Architekten Heinrich Straumer entworfene Sendeturm wurde 1926 zur 3. Großen Deutschen Funk-Ausstellung Berlin in Betrieb genommen und ist damit 43 Jahre älter als der Berliner Fernsehturm am Alexanderplatz. Seit 1966 steht der Funkturm unter Denkmalschutz.
Das öffentlich zugängliche Bauwerk besitzt auf 50 Metern Höhe ein Turmrestaurant sowie einen Aussichtsbereich an der Turmspitze. In der Geschichte des Hörfunks in Deutschland steht er an hervorgehobener Position. Vom Berliner Funkturm wurden ab 1926 Sendungen des Hörfunks und ab 1929 zunächst versuchsweise Fernseh-Testsendungen ausgestrahlt. Auch die weltweit erste Fernsehsendung kam 1932 vom Berliner Funkturm. Im Laufe der 1970er und 1980er Jahre nahm seine Bedeutung als Sendeturm ab und seit 1989 strahlt er nur noch Amateur-, Land- und BOS-Funk aus. Eigentümer des Berliner Funkturms ist das Land Berlin, Betreiber des Restaurants und der Aussichtsplattform ist die Capital Catering GmbH, eine hundertprozentige Tochter der Messe Berlin GmbH.

## Geschichte

### Planung
Der Funkturm war Teil des Konzeptes zum Bau des Hauses der deutschen Funkindustrie. Im Sommer 1924 beschrieb der Syndikus des Verbandes der Radio-Industrie e. V., Berthold Cohn, die Lage so:

„Von besonderer Bedeutung für ein Haus der Funk-Industrie ist naturgemäß die Frage der Antennen und Antennenmasten. […] Während ursprünglich drei Maste in Aussicht genommen waren, ist man jetzt dem Gedanken nähergetreten, einen einzigen, besonders hohen Antennenturm aufzuführen. […] Dieser 120 m hohe Funkturm wird der höchste Turm der Stadt Berlin sein und als Wahrzeichen der deutschen Funkindustrie weit über das Ausstellungsgelände und die ganze Stadt hinausragen.“

Die Planungen für einen reinen Sendeturm gingen auf die Forderung für einen Antennenträger in Witzleben zurück, der die Sender Vox-Haus und Berlin II am Magdeburger Platz ersetzen sollte. Die Geschichte des Hörfunks in Deutschland hatte in den 1920er Jahren erst begonnen und der Bau von adäquaten Sendetürmen galt mangels Erfahrung als Pionierarbeit. Da die Höhenlage des Witzlebener Gebietes nur durch den Kreuzberg überragt wurde, genügte es, die Antenne etwa 120–130 Meter über dem Boden aufzuhängen. Daraus resultierte, dass der zu projektierende Turm auf eine Höhe von 138 Metern festgesetzt wurde. Die ursprüngliche Idee, einen stählernen Turm mit einem Aluminiumring zu errichten, wurde verworfen.
Der damalige Direktor des Berliner Messe-Amtes Alfred Schick plädierte allerdings für den Ausbau der Funkanlage vom reinen Sender zum Aussichtsturm mit Restaurantgeschoss. Die eigentliche Idee für das Turmrestaurant kam vom Journalisten Karl Vetter, der zu jener Zeit auch einer der Direktoren des Messeamtes war. Vetter verhinderte später auch den Abriss des Funkturms, der ins Gespräch kam, nachdem der Antennenmast technisch überholt war.

### Bau
Als der Auftrag zum Bau am 8. November 1924 vergeben worden war, konnte nach Ende der 1. Großen Deutschen Funkausstellung, die vom 4. bis zum 14. Dezember 1924 dauerte, mit dem Bau begonnen werden. Zunächst wurde ein 120 Meter hoher Stahlgittermast errichtet, der als Kran fungierte. Der Turm selbst wurde bis zum 15. April 1925 aufgestellt. Dann folgte der weitere Ausbau, der sich bis zum Frühjahr 1926 hinzog. Die Bauabnahme fand schließlich am 26. April desselben Jahres statt.

Bauphasen des Berliner Funkturms 1925/1926

Der Architekt Straumer war für den Entwurf der beiden Besucherplattformen (Aussichts- und Restaurantetage) und das Empfangs- und Wartehäuschen am Boden verantwortlich. Die bauliche Leitung hatten die Ingenieure Heiligenthal und Behrens. Neben der Auflage, eine vollkommene Betriebssicherheit zu garantieren, war das Turmbauprojekt auch einem enormen Kostendruck ausgesetzt. Um die Kosten so gering wie möglich zu halten, wurde auf gestalterische Zierelemente wie beim Eiffelturm verzichtet. Das reduzierte die Masse, lässt das Bauwerk aber auch feingliedrig wirken. In insgesamt 140 Konstruktionszeichnungen wurden alle technischen Details dargestellt. Der Innenraum des Restaurants wurde von dem der Wiener Werkstätte angehörenden Künstler Victor Lurjé gestaltet. Auf den Vertäfelungen aus kaukasischem Nussholz schuf Lurjé kunstvolle Intarsien, die Decke wurde in Rippenstuck ausgeführt.
Die Bauarbeiten konnten ohne tödliche Unfälle abgeschlossen werden.
Vier Tage vor der Eröffnung entstand durch Lötarbeiten ein Schwelbrand, der durch den Aufzugsschacht auf das Restaurantdach des Funkturms gelangte. Da die Holzkonstruktion noch nicht vollständig mit Zink verkleidet war, konnten starke Winde das Feuer anfachen. Die Bauarbeiter konnten allerdings das Feuer, noch vor dem Eintreffen der Feuerwehr, mit Handfeuerlöschern erfolgreich bekämpfen und damit eine Katastrophe abwenden.

### Baukosten und Eröffnung
Die Baukosten des Berliner Funkturms wurden ursprünglich auf 180.000 Mark festgesetzt. Dafür erteilte am 8. Dezember 1924 die Gemeinnützige Berliner Messe-Aufbau G.m.b.H. einen Auftrag an Hein, Lehmann & Co., eine Eisenkonstruktionen-, Brücken- und Signalbaugesellschaft. Aufgrund der Vergrößerung der Fundamente und der gegenseitigen, unterirdischen Verankerung sowie weiterer Änderungen entstanden Mehrkosten. Abweichend vom Auftrag erhielt die obere Treppe ein günstigeres Steigungsverhältnis, das Geländer wurde erhöht, die Diagonalen verstärkt und Horizontalverbände nachträglich verlegt. So ergab die Endabrechnung Baukosten in Höhe von 203.660 Mark (kaufkraftbereinigt in heutiger Währung rund 943.000 Euro).

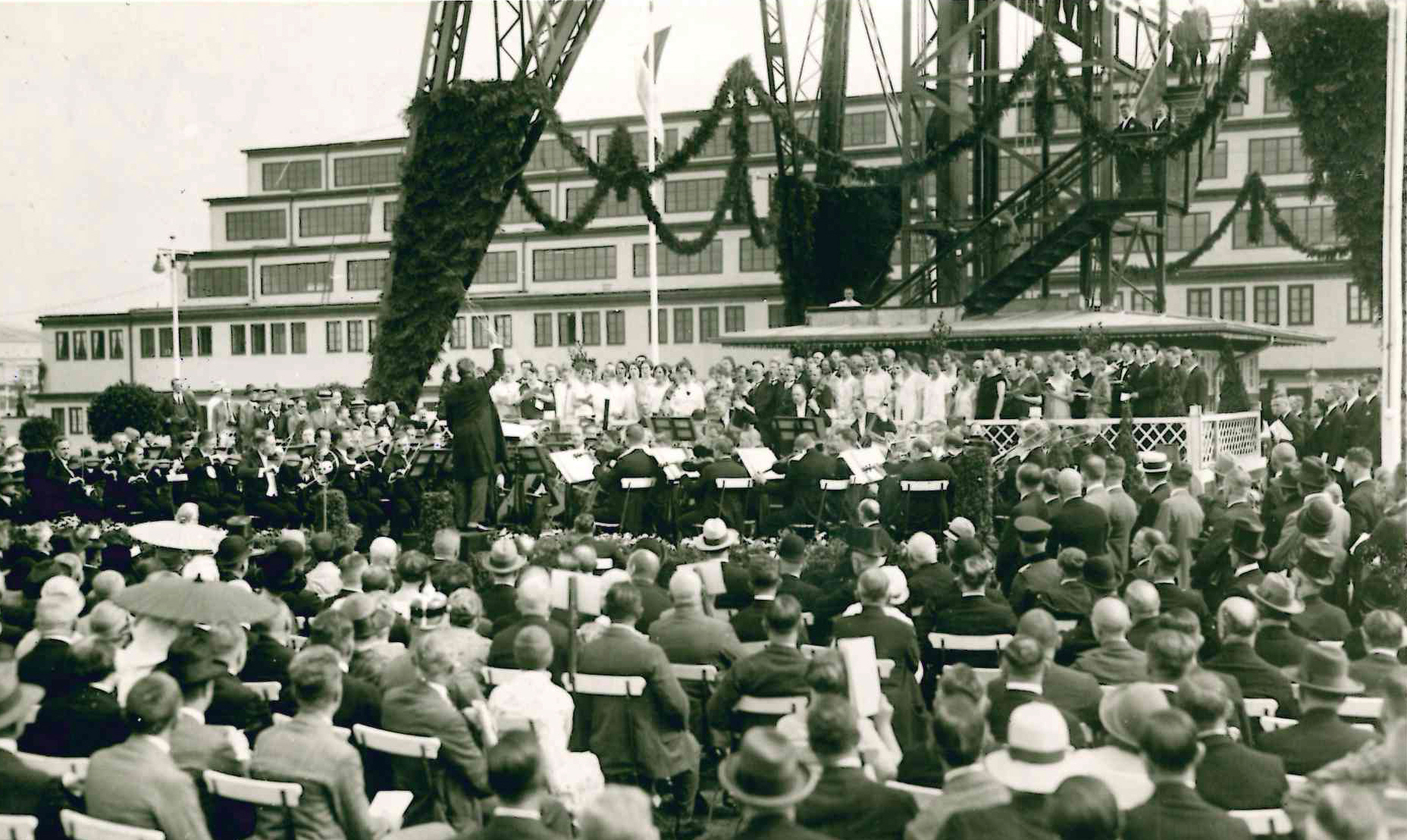
Einweihungsakt am 3. September 1926 am Fuße des Funkturms

Am 3. September 1926 wurde der Berliner Funkturm in Anwesenheit von Reichsinnenminister Wilhelm Külz, den Politikern Johannes Bell und Heinrich Haslinde, dem damaligen Berliner Oberbürgermeister Gustav Böß und rund 1000 geladenen Gästen feierlich eröffnet und für den Publikumsverkehr freigegeben. Der Vorsitzende der Reichs-Rundfunk-Gesellschaft, der Hochfrequenztechniker und Chefsprecher der Berliner Funkstunde Hans Bredow, trug ein Weihegedicht vor, dessen erste Zeilen folgende waren:
„Hoch vom Berliner Himmel umblaut,

Ist ein stählerner Turm gebaut.

Steil in die Berliner Luft,

Umleuchtet vom letzten Sommerduft.

Im neuen Berlin im Berliner Wind,

Das allerjüngste Berliner Kind!

Berliner Jahre werden gehn:

Sturm wird kommen der Turm wird stehn!“
Das Bauwerk war – ähnlich wie der Eiffelturm während der Weltausstellung 1889 in Paris – eine Attraktion der 3. Großen Deutschen Funkausstellung in Berlin. Die Abendausgabe des Berliner Tageblattes schrieb am Eröffnungstag:

„Der Funkturm, das neue Wahrzeichen Berlins, ist heute dem Verkehr übergeben worden. Es war eine feierliche Stunde, einfach in ihrem äußeren Rahmen, bedeutungsvoll aber in der Geschichte der Reichshauptstadt, in der Entwicklung des deutschen Rundfunks. […]“

Mit 138 Metern war der Berliner Funkturm gleichzeitig der erste und damit höchste Sende- und Aussichtsturm im Deutschen Reich der Weimarer Republik.

### Betrieb in den ersten Jahren

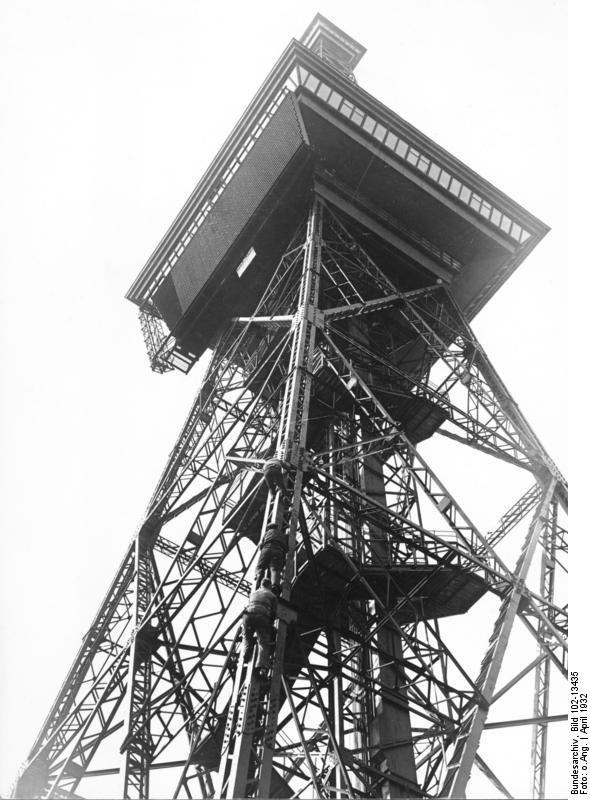
Malerkolonne am Funkturm, 1932

Die Berliner Carl Flohr AG installierte die erste Aufzugsanlage hinauf zur Aussichtsplattform. Mit 120 Metern Förderhöhe war diese der höchste elektrische Lift im Deutschen Reich. Der 20 PS (14,7 kW) starke Elektromotor befand sich an der Spitze des Turms und ermöglichte bis zu zehn Personen die Fahrt zur Aussichtsetage. Die Geschwindigkeit war mit 1,5 Meter pro Sekunde relativ gering und wurde kurze Zeit später auf 2,5 Meter pro Sekunde erhöht.
Da in den 1920er Jahren die Berliner Wasserwerke das Wasser nur bis zu einer Gebäudehöhe von etwa 40 Metern pumpen konnten, mussten im Turmhaus eigens für die Wasserversorgung des Funkturms zwei Hochdruck-Kreiselpumpen installiert werden, die einander ablösten.
Die Beheizung der Restaurant-Etage erfolgte ursprünglich über eine Niederdruck-Dampfheizungsanlage, die von der Radio-Messehalle angezapft wurde. Damit war auch bei strengem Frost eine angenehme Raumtemperatur gewährleistet. Ein installiertes Fernthermometer zeigte dem Heizer am Kessel, ob die Befeuerungsleistung ausreichend war. Auch das Belüftungssystem war für die damalige Zeit komfortabel. Über zwei elektrische Schleuderlüfter konnten fünfmal stündlich die 600 Kubikmeter Luft vollständig umgewälzt werden. Abzugsklappen im Restaurantdach sorgten dafür, dass sich der Zigarrenqualm im Speisesaal nicht sammelte. Da der Turm nicht nur beheizt, sondern auch gekühlt werden sollte, befand sich zu Anfang eine 1,3 PS (1 kW) starke Kältemaschine im Dachboden des Restaurants. Als Kälteträger wurde konzentriertes Salzwasser verwendet, das durch ein Leitungssystem in die Küche und an die Theke transportiert wurde.
In den Jahren 1926–1930 wurden ein Sender von Telefunken als Reserve sowie zusätzlich zwei Sender der C. Lorenz AG installiert. Da zur damaligen Zeit die Leistung der Sender auf maximal 1,5 kW begrenzt war, mussten weitere Sender über Frequenzwechsel aufgebaut werden. Das machte häufige Änderungen an den Antennen nötig. Bekannt geworden ist die Rede Albert Einsteins am 22. August 1930 zur Eröffnung der 7. Deutschen Funkausstellung und Phonoschau am Fuße des Funkturms, die im Rundfunk übertragen wurde.

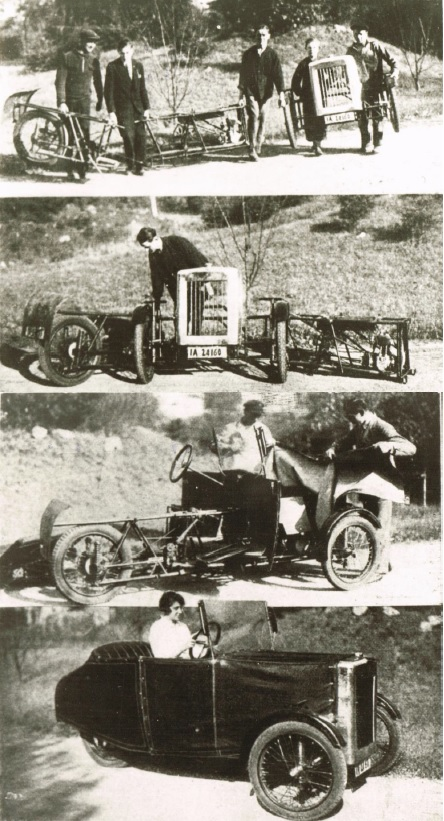
1928/1929 präsentierte Engelbert Zaschka in Berlin das erste Faltauto und erklomm die oberste Plattform des Funkturms

Von seiner Eröffnung bis 1928 verzeichnete der Berliner Funkturm 500.000 Besucher. Mit dem ersten Faltauto, dem Zaschka-Faltauto, erklomm der deutsche Ingenieur und Erfinder Engelbert Zaschka im selben Jahr die oberste Plattform des Berliner Funkturms.
Ähnlich wie der Eiffelturm diente der Funkturm in seinen Anfangsjahren als überdimensionaler Werbeträger. An der dem Messedamm zugewandten Seite bildeten auf der Eingangsseite des Funkturmrestaurants 4000 Glühlampen eine Reklamefläche in Form einer Matrixanzeige, die wahlweise statische oder laufende Schriftzüge darstellen konnte.

### Brandkatastrophe und Kriegszeit
Am 19. August 1935 brach gegen 20:30 Uhr in der alten Ausstellungshalle 4 ein Brand aus. Durch Windeinfluss breitete sich das Feuer aus. Die Installation des Funkturms erlitt durch die Hitzeentwicklung einen Kurzschluss; aber auch die Ostseite des Restaurantbereichs fing Feuer. Gleichzeitig hielt der Wind das Feuer in Schach, sodass schlimmere Schäden verhindert wurden. Die Funkhalle brannte jedoch völlig nieder. Gegen 22 Uhr konnten die mit 50 Feuerwehrfahrzeugen angerückten Löschkräfte das Feuer umkreisen und Schlimmeres verhindern. Da der Brand nach Messeschließung ausbrach und sich nur das Standpersonal um diese Zeit in der Halle 4 befand, kamen bei diesem Großbrand lediglich drei Menschen ums Leben.

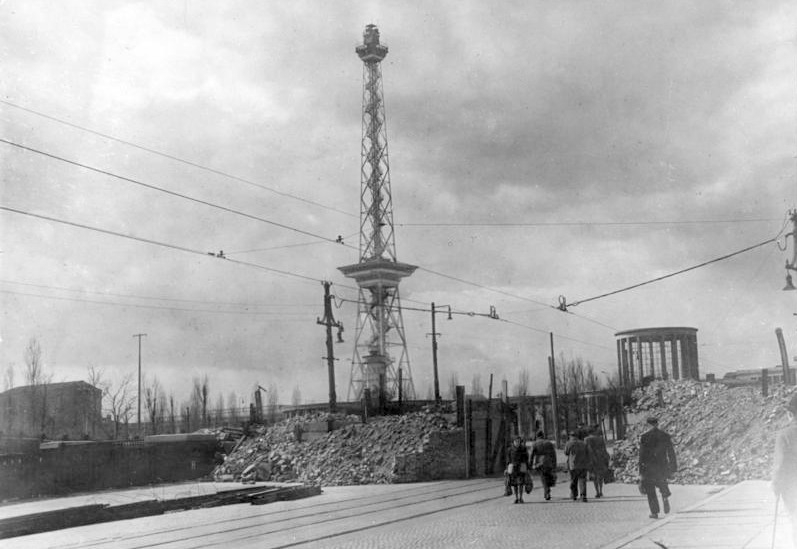
Straßensperre im März 1945 am Funkturm

Nach dem Brand wurde der 80 Meter hohe Behelfsmast entfernt und eine einfache Schrägdrahtantenne von der Funkturmspitze zu einem auf dem Dach des Sendergebäudes angebrachten Durchführungsisolator gespannt. Mit dieser Maßnahme war der Sender Witzleben bereits in der Stadtmitte Berlins kaum noch, im Ostteil gar nicht mehr zu empfangen. Allerdings war der Sender durch die Inbetriebnahme des Senders Tegel entbehrlich geworden.
Während des Zweiten Weltkriegs diente er als militärischer Warn- und Beobachtungsposten. Bei der Schlacht um Berlin wurde er 1945 durch eine Granate getroffen und das Turmrestaurant noch einmal beschädigt. Ein weiterer Treffer in einem Knotenpunkt eines Stützpfeilers in 38 Metern Höhe ließ den Turm praktisch auf nur drei Pfeilern stehen.
Nach dem Ende der Kämpfe konnten die Schäden durch den zusätzlichen Einbau von 7,2 Tonnen Stahl und 800 Kilogramm Schrauben behoben und damit der Funkturm vor dem damals erwogenen Abriss bewahrt werden. Dabei ersetzte man das eckige Kassenhäuschen am Fuße des Turms durch einen abgerundeten Neubau mit gläserner Fassade.

### Nachkriegszeit
In der Nachkriegszeit erhielt der Berliner Funkturm eine neue Spitze, um die UKW-Antennen des NWDR aufnehmen zu können. Damit wuchs er um zwölf Meter auf eine Gesamthöhe von 150 Metern an. Gleichzeitig installierte man auf der Spitze gelbe Warnleuchten, um den Flugzeugen der Berliner Luftbrücke eine Orientierung für den Anflug auf den Flughafen Tempelhof zu bieten. So diente der Funkturm während der Berlin-Blockade 1948/1949 den Rosinenbombern als Wegweiser. Die Befeuerung drehte sich 25 mal pro Minute und konnte aufgrund ihrer 3000 Watt starken Leistung bis zu 60 Kilometer weit gesehen werden. Da alle drahtgebundenen Fernmeldewege durch das Gebiet der sowjetischen Besatzungszone liefen, versuchte 1948 die britische Besatzungsmacht, vom 177 Kilometer entfernten Bocksberg im Harz eine Richtfunkverbindung nach West-Berlin zum Berliner Funkturm herzustellen.
Das Turmrestaurant eröffnete 1950 neu. Ab dem 1. Oktober 1951 war das Berliner Fernsehen betriebsfähig und am 29. Oktober desselben Jahres begann ab 19 Uhr der tägliche Sendebetrieb aus dem Poststudio in Tempelhof. Das Fernsehsignal wurde von einem ein Kilowatt (kW) starken Sender auf der Funkturmspitze von einer Vierfach-Schmetterlingsantenne ausgestrahlt. Die Tonsenderleistung betrug 0,25 kW. Die Installation erhielt noch weitere Antennen für Fernseh- und Rundfunkprogramme und diente zusätzlich dem Funkdienst der Feuerwehr und Taxifunk. Im Jahr 1952 begann die ARD, ihr Programm vom Funkturm auszustrahlen. Für die grundlegende Renovierung des Bauwerks im Jahr 1953 wurde das gesamte Turmbauwerk mit Hilfe eines Sandstrahlgebläses vom Rost und von der alten Farbe befreit.  1958 wurde die Anlage durch einen Siemens-Sender mit Leistungen von 10 bzw. 2 Kilowatt verstärkt.

### Seit den 1960er Jahren

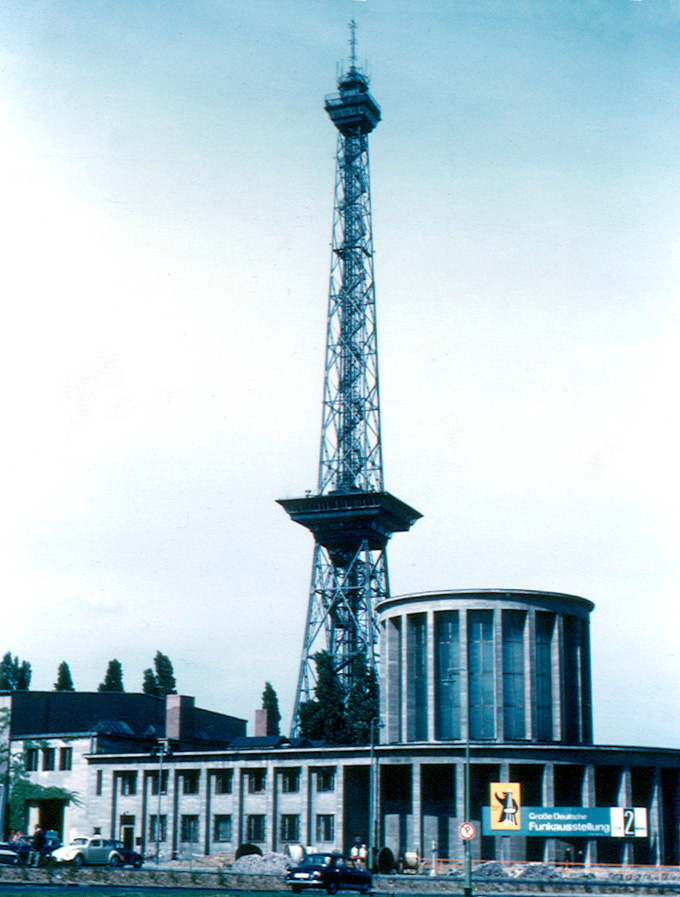
Funkturm, 1963

Zum 35-jährigen Bestehen im Jahr 1961 wurde der Funkturm unter Denkmalschutz gestellt. Die Bedeutung als Sendeturm nahm jedoch in den folgenden Jahrzehnten ab, da immer neue Sendetürme in Berlin wie beispielsweise der Sender in Britz erbaut wurden. Am 15. Mai 1963 wurde die Ausstrahlung des Radio- und Fernsehsendebetriebs im Funkturm eingestellt. Seit diesem Jahr nutzte der SFB einen 230 Meter hohen Sendemasten am Scholzplatz. Bereits ein Jahr später wurde der Fernmeldeturm auf dem Schäferberg fertiggestellt. Seither ist der Funkturm nur noch Berlins vierthöchstes Bauwerk.
Der Turm erhielt 1964 einen neuen Aufzug, mit dem die Fahrt bis zur Spitze nur noch 34 Sekunden dauerte. Für den im selben Jahr durchgeführten Neuanstrich benötigte man fünf Tonnen Lack. Zwar folgte im Dezember 1966 die Wiederaufnahme des UKW-Sendebetriebs mit der neuen Frequenz 98,2 MHz für das als SFB4 bezeichnete Gastarbeiterprogramm. 1973 wurde der reguläre Rundfunksendebetrieb am Funkturm aber endgültig eingestellt und die entsprechende Frequenz ebenfalls zum Scholzplatz übernommen. Der Funkturm diente fortan nur noch als Betriebsreserve. Eine umfassende Sanierung wurde im Jahr 1987 anlässlich der 750-Jahr-Feier Berlins vorgenommen. Durch die Demontage der Sendeanlage an der Spitze des Funkturms im Jahr 1989 verringerte sich seine Höhe von 150,06 auf 146,78 Meter; die Ära des Funkturms als Sendeturm endete damit endgültig. Er dient heute nur noch als Relaisstation für nichtöffentliche Landfunkdienste.

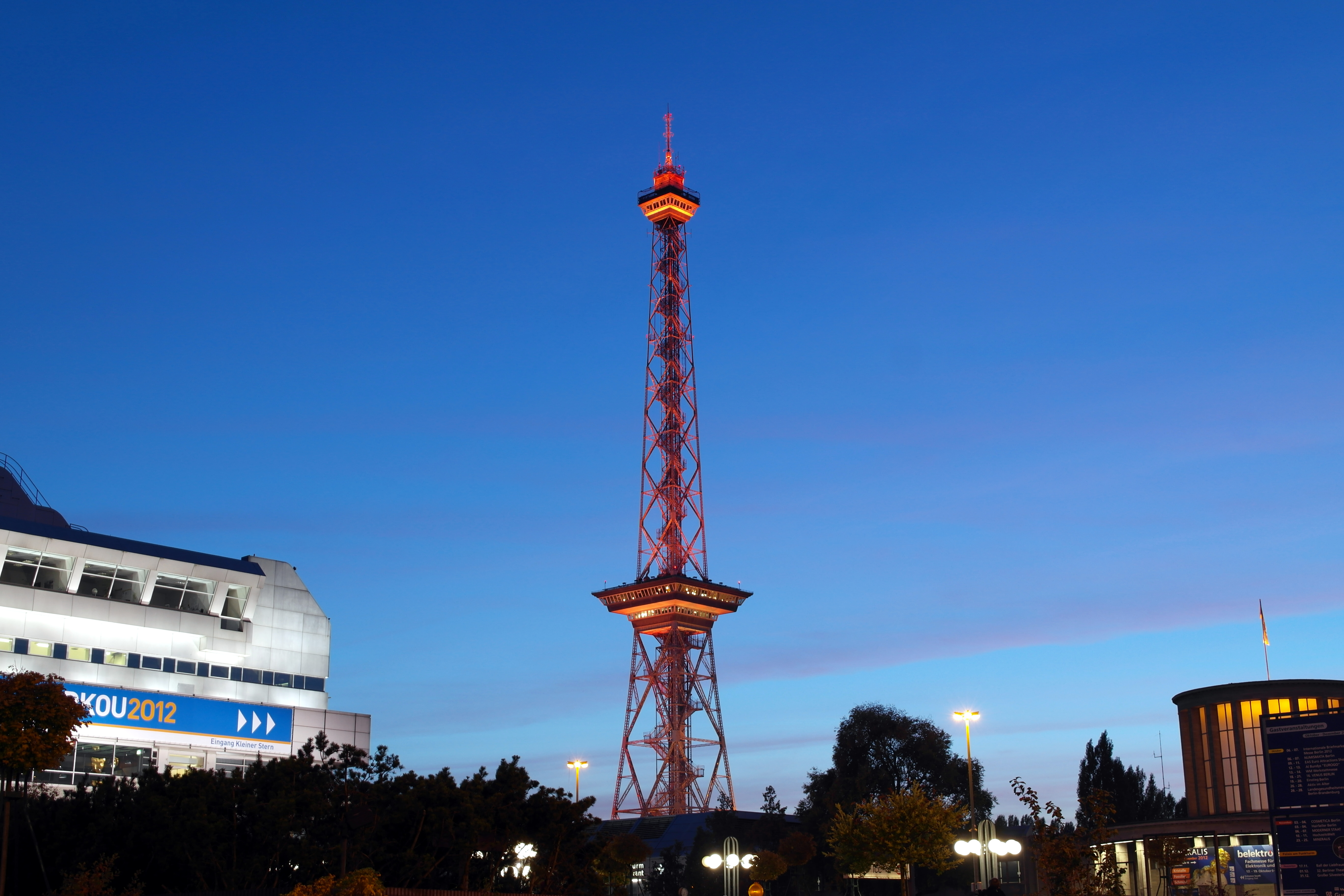
Illumination des Funkturms bei Abenddämmerung, seit 2011 mittels Leuchtdioden

Von 1967 bis 1997 befand sich am Fuße des Turmes das Deutsche Rundfunk-Museum. Am 26. März 1999 wurden die Berliner Motorradtage durch eine Aktion des Motorradakrobaten Christian Pfeiffer eröffnet. Er fuhr die 287 Stufen in Richtung Restaurant mit seiner Spezialmaschine hinauf. 2007 wurde der Funkturm für den Titel Historisches Wahrzeichen der Ingenieurbaukunst in Deutschland nominiert.
Während der Sanierungspause im Sommer 2011 wurde die Beleuchtung des Turms auf sparsame und wartungsärmere LED-Technik umgestellt. In den Sommermonaten 2012 blieb der Funkturm wegen Sanierungsarbeiten für neun Wochen geschlossen. Bis dahin hatten insgesamt mehr als 17 Millionen Gäste den Funkturm besucht. Über die letzten Jahrzehnte betrachtet sind die Besucherzahlen deutlich rückläufig. Während 1995 noch rund 136.000 Turmbesucher gezählt wurden, bestiegen seine Aussichtsplattform Anfang der 2000er Jahre jährlich nur rund 60.000 Gäste.

## Beschreibung

### Standort und Umgebung
Der Berliner Funkturm steht im östlichen Innenhofbereich des 26 Hallen und 550.000 m² Ausstellungsfläche umfassenden Messegeländes im Ortsteil Westend. Der westliche Innenhof ist ein teilweise begrüntes Areal von 10.000 m², das als Sommergarten bezeichnet wird und auf einen Entwurf der Architekten Hans Poelzig und Martin Wagner für die Deutsche Bauausstellung 1931 zurückgeht. Der Sommergarten zählt zu den wichtigsten gartenarchitektonischen Ausführungen des 20. Jahrhunderts.
Nördlich des Turms befindet sich die Halle 17, südlich die Halle 12 und westlich benachbart das Palais am Funkturm sowie das George-C.-Marshall-Haus, die beide in den 1950er Jahren nach den Plänen von Bruno Grimmek errichtet wurden und ebenfalls unter Denkmalschutz stehen. Nördlich schließt sich unmittelbar die Funkturm-Lounge an, ein knapp 300 m² großer multifunktionaler Tagungsraum.
Östlich vom Turm, durch den Messedamm getrennt, befindet sich das Internationale Congress Centrum (ICC). Südlich verläuft das nach dem Bauwerk benannte Autobahndreieck Funkturm, das die Stadtautobahn mit der AVUS (A 115) verbindet.

### Bauwerk

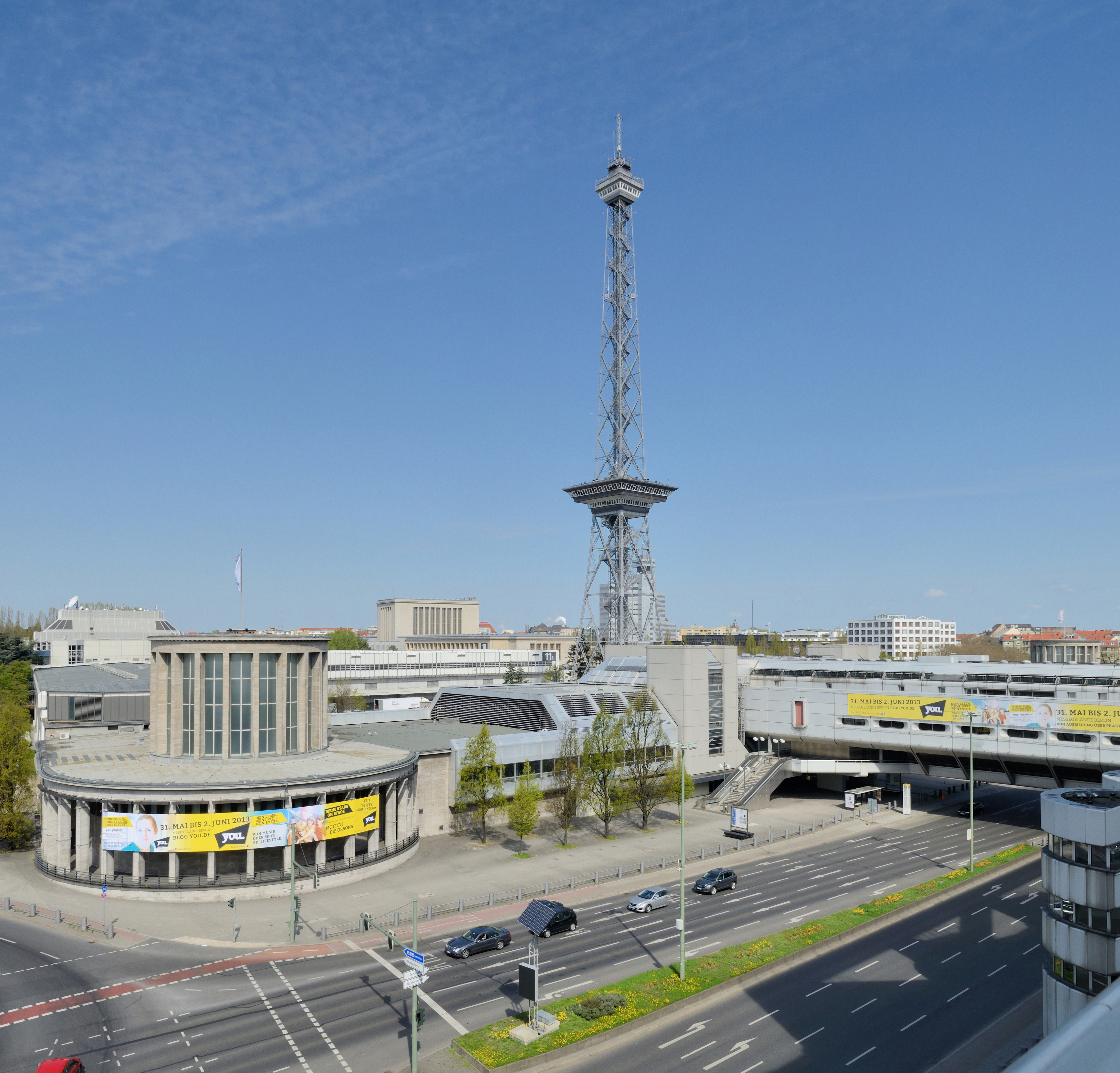
Funkturm und Messe vom ICC aus gesehen

Der 146,78 Meter hohe Berliner Funkturm steht auf einem im Querschnitt quadratischen Fundament, dessen Kantenlänge 24,5 Meter beträgt. Die vier geneigten Fundamentsockel sind ebenfalls quadratisch und haben eine Kantenlänge von je 5,7 Meter. Im Inneren des Turms verläuft der Aufzugsschacht, der auf Höhe des Restaurants rund vier Meter breit ist und sich bis zum Aussichtsgeschoss auf 2,4 Meter verjüngt.

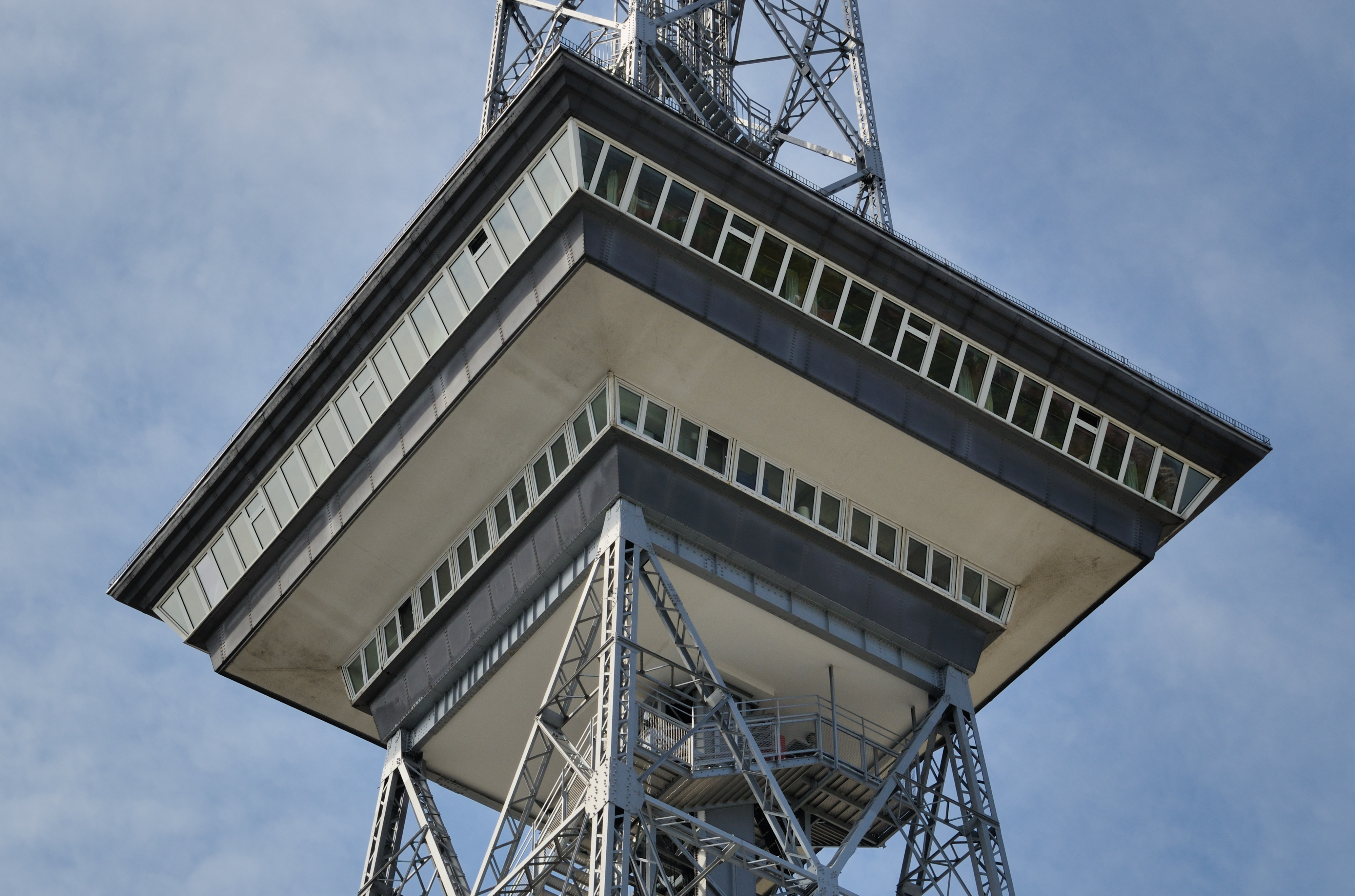
Restaurantgeschoss

Zwei Bereiche des Funkturms sind für die Öffentlichkeit zugänglich: das Restaurant und die Aussichtsplattform. Das auskragende Restaurantgeschoss mit stark nach außen geneigten Fenstern auf 51,65 Metern Höhe befindet sich über dem schlicht gehaltenen Küchengeschoss für Wirtschaftszwecke auf 48,12 Metern. Damit bildet der Baukörper einen deutlichen Kontrast zum sich verjüngenden Stahlgitterschaft. Das Restaurantgeschoss hat eine Kantenlänge von 15 Metern und wird von einem hervorspringenden Dach mit 18,7 Metern Kantenlänge bedeckt. Die Küchenetage tritt nicht so weit hervor und ist im Querschnitt 9,1 Meter lang. Das Restaurant bietet auf über 200 m² Grundfläche nach seiner Restaurierung und dem Umbau Platz für 116 Gäste – ursprünglich war es für 180 Personen konzipiert.
Für die Aussicht steht auf 121,5 Metern Höhe eine geschlossene und 4,4 Meter breite Aussichtskanzel in Form einer Laterne zur Verfügung. Darüber befindet sich auf 124 Metern die Freiluftplattform, die mit 7,9 Metern Breite etwas über die Kanzel hinausragt und aus Sicherheitsgründen vergittert ist. Darüber findet sich eine kleinere Wartungsplattform mit dem Antennenträger als Abschluss. Im öffentlichen Aussichtsbereich haben rund 45 Personen Platz. Bei guten Wetterverhältnissen kann man vom Funkturm etwa 30 Kilometer weit sehen.
Oberhalb des Erdbodens wurden 400 Tonnen Stahl verbaut. Mit sämtlichen Installationen kommt der auf märkischem Sand gegründete Turm auf eine Masse von 600 Tonnen. Das Fundament schlägt mit 220 Tonnen zu Buche. Jeder der vier Eckpfeiler hält einem Druck von 300 Tonnen und einem Zug von 100 Tonnen stand. Bei Stürmen beträgt der Ausschlag der Spitze bis zu 38 Zentimeter. Ein Besucherandrang, der die Gesamtmasse nochmals um 40 Tonnen ansteigen lassen kann, wurde statisch genauso berücksichtigt wie ein Winddruck von umgerechnet 105 Tonnen. Ursprünglich zeichneten 1216 Glühlampen nachts die Umrisse des Turms nach.
An der Turmspitze befand sich zu Beginn ein elektrisch betriebener Scheinwerfer mit einem Spiegel-Durchmesser von 60 Zentimetern und einer Leistung von 3000 Watt. Er wurde durch einen ein Drittel PS starken Elektromotor betrieben und konnte mit 25 Umdrehungen pro Minute angetrieben werden. Bei klarem Nachtwetter konnte er bis zu 60 Kilometer weit wahrgenommen werden und diente damals dem an- und abfahrenden Luftverkehr als Wegweiser.

Detailansichten
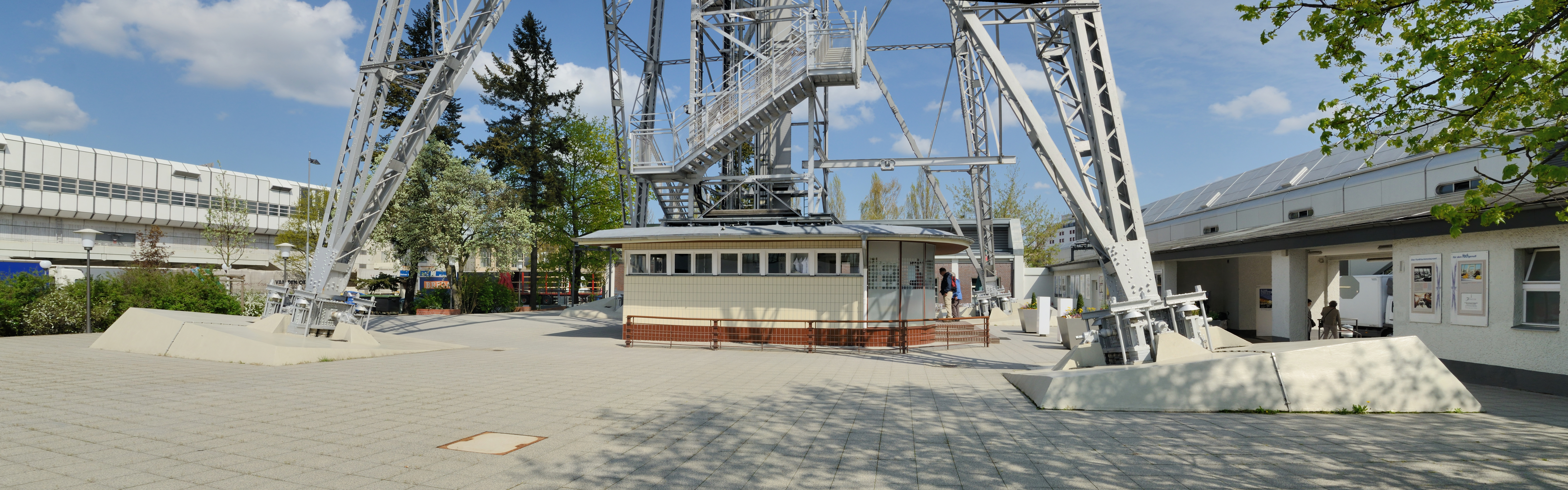
Basis
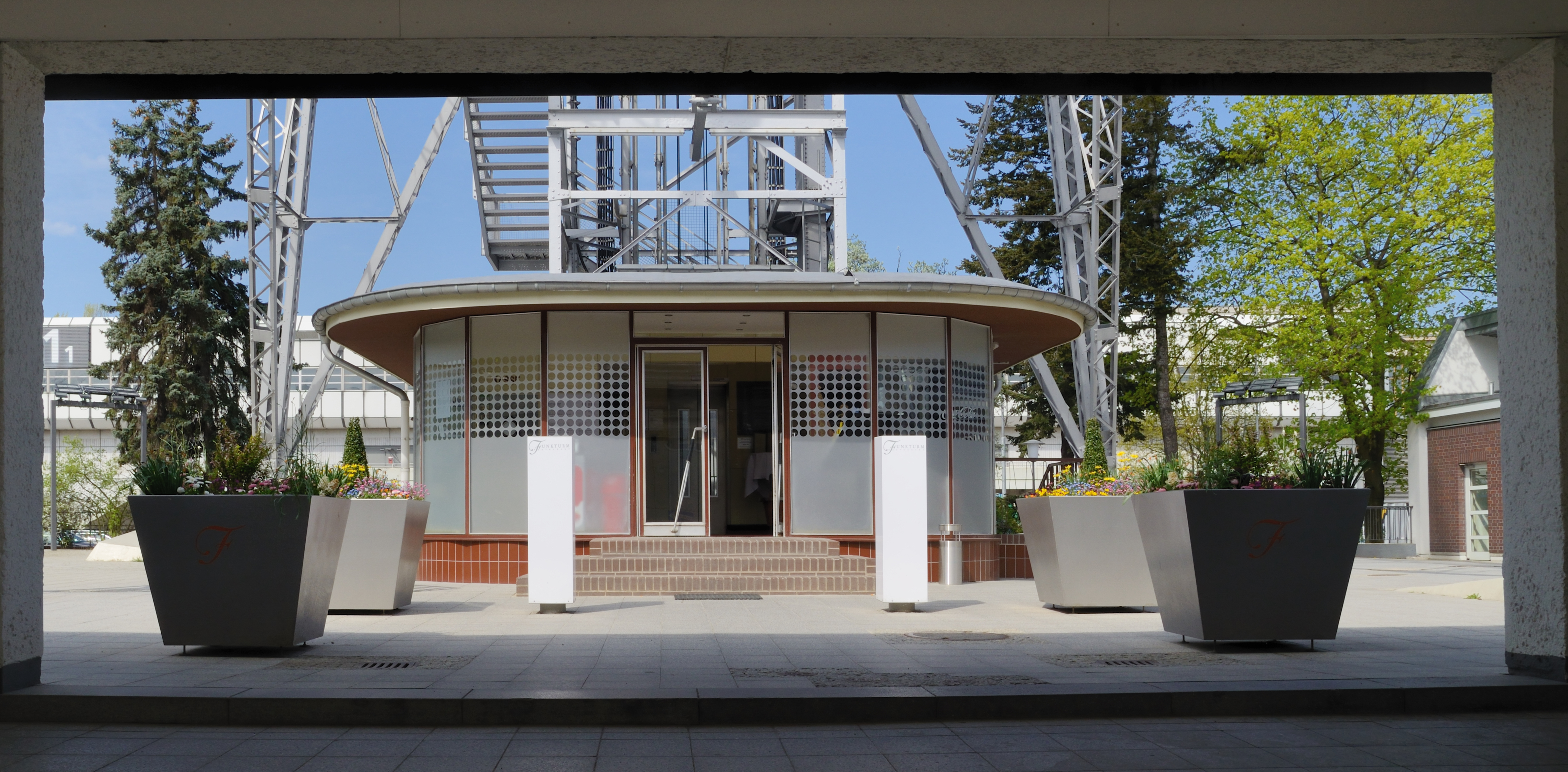
Kassenhäuschen
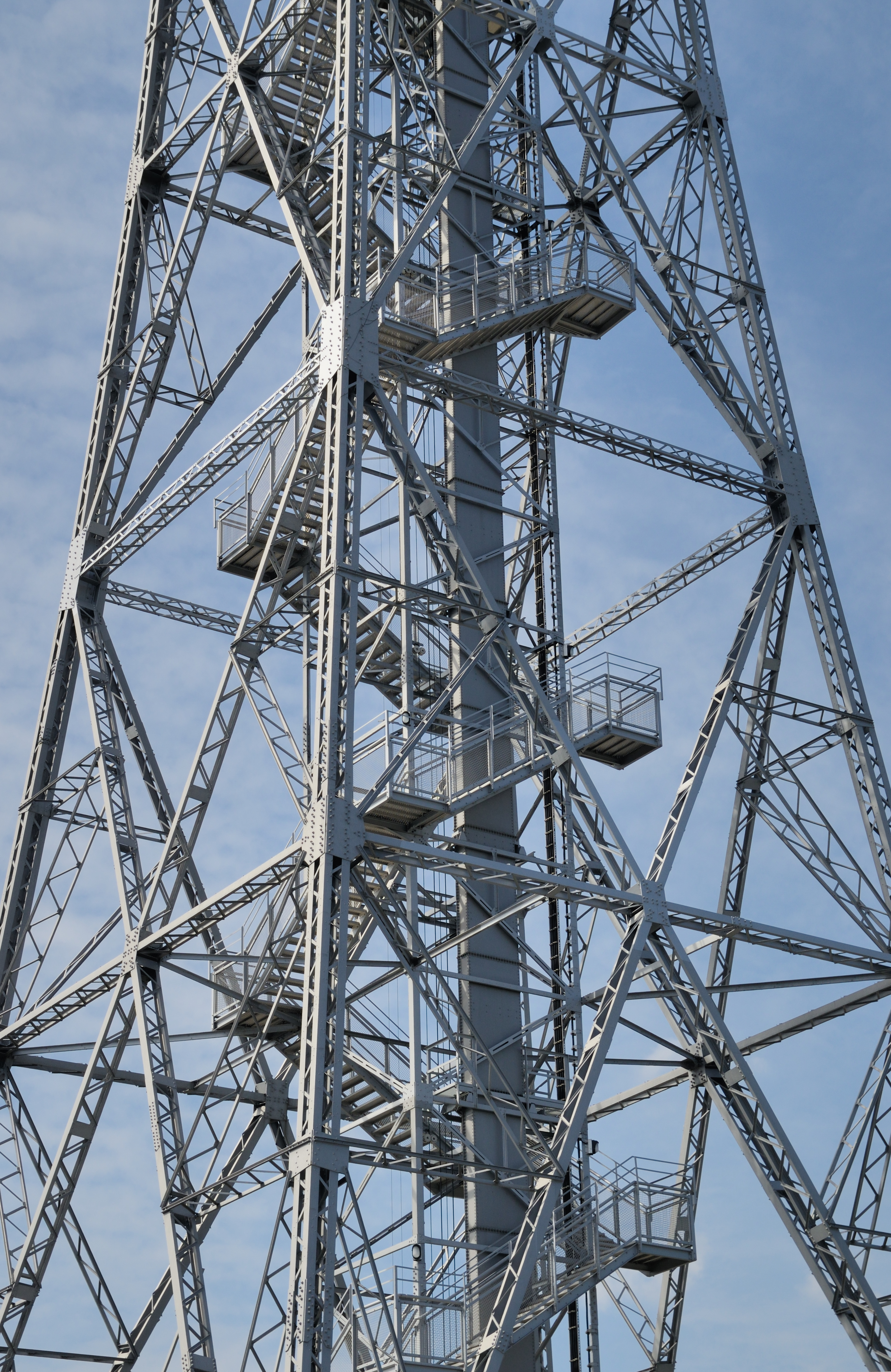
Eisenfachwerk mit Treppengang
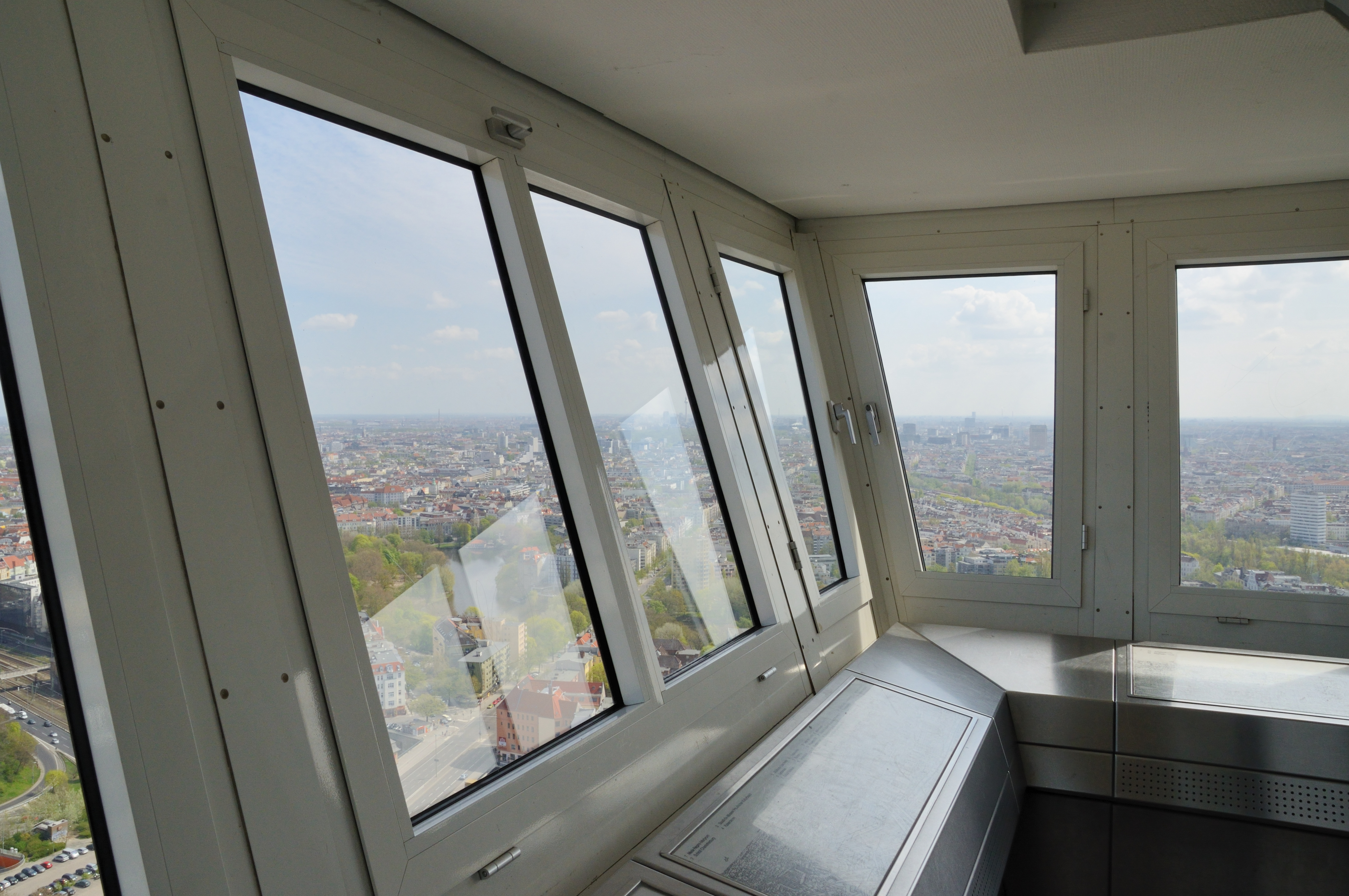
Geschlossene Aussichtsplattform
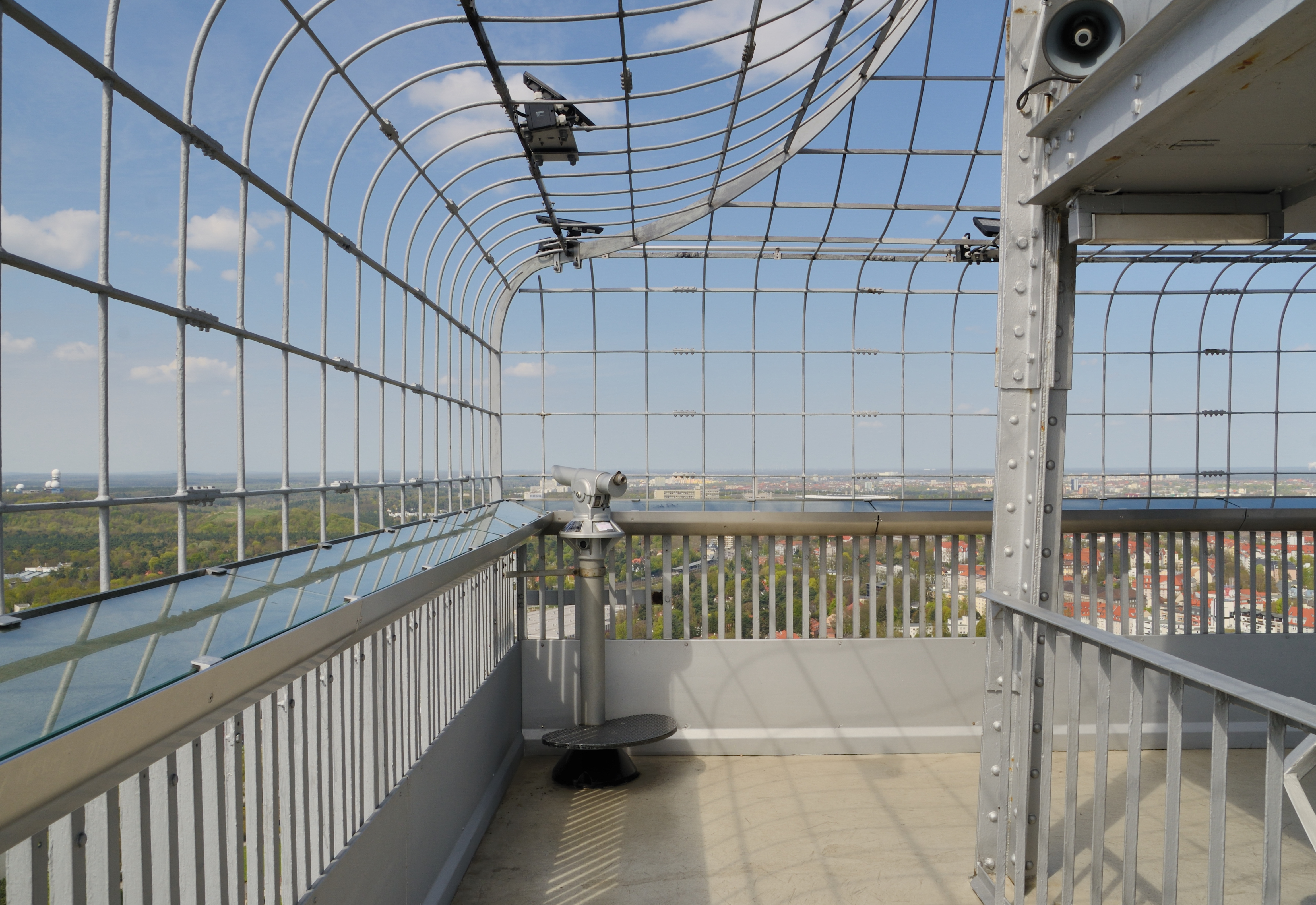
Freiluftplattform

### Porzellanisolatoren

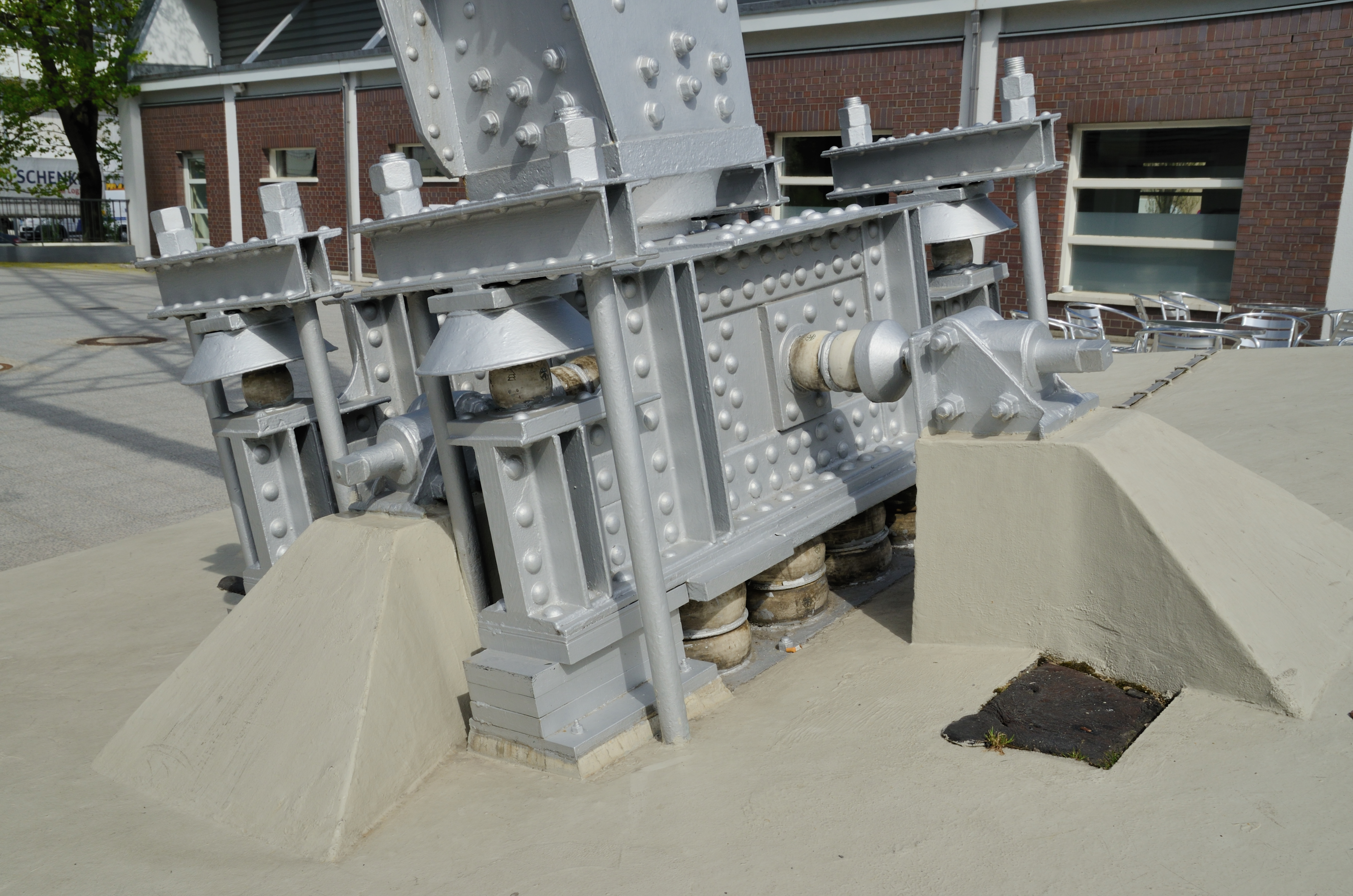
Einer der vier Turmfüße mit Porzellanisolatoren

Als einziger Aussichtsturm weltweit hat der Berliner Funkturm seine vier Füße über Porzellanisolatoren mit dem Betonfundament verbunden. An diesen Porzellanfüßen sind hörnerartige Überschlags-Funkenstrecken angeordnet, die eine selbsttätige Erdung herstellen und damit gegen die Blitzgefahr schützen. Zusätzlich war das Bauwerk durch eine Erdringleitung an zwei Stellen mit dem Rohrnetz der Wasserleitung verbunden.
Die Isolatoren wurden von der Königlich-Preußischen Porzellan-Manufaktur (KPM) gefertigt und halten jeweils einem Druck von 1400 Tonnen stand. Nachgewiesen ist, dass die Isolierung des Funkturms eine Forderung des Telegraphischen Reichsamtes war, das bei jeder Antenne eine elektrische Erdung als erforderlich ansah. So mussten die Porzellanisolatoren nachträglich unter die Füße des Funkturms gestellt werden. Die isolatorische Funktion wurde allerdings durch den Mittelschacht des Turmes, in dem der Aufzug zum Restaurant und zur Plattform führt sowie die Versorgungsleitungen, konterkariert. Somit stellte sich dieses Isolationsprinzip im Nachhinein als technischer Fehler heraus.

### Aufzug und Treppen

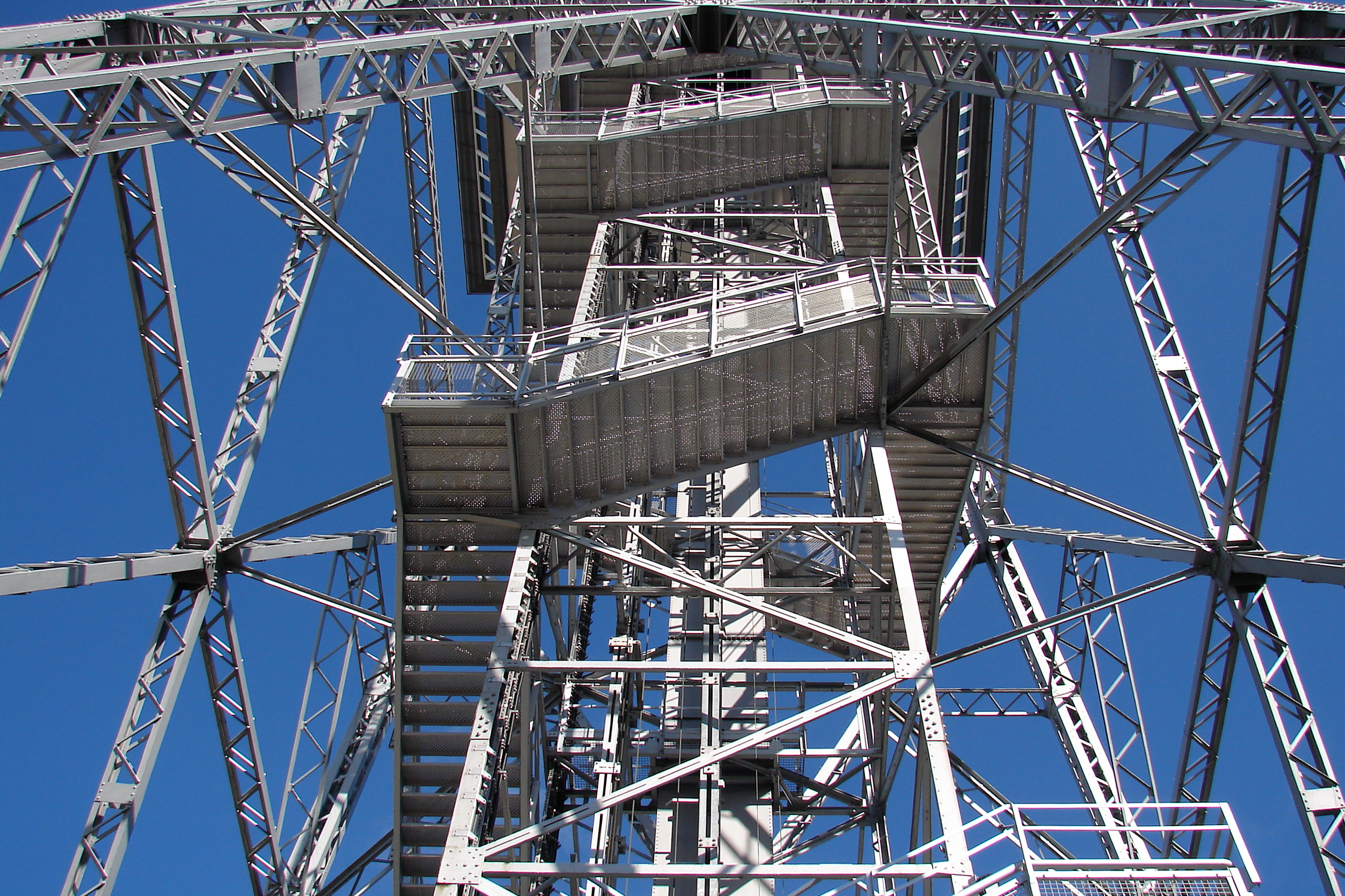
Treppen- und Aufzugsschacht

Die zuletzt 1990 von Flohr-Otis erneuerte, funkgesteuerte Aufzugsanlage aus dem Jahr 1962 kann bis zu acht Personen oder 750 Kilogramm befördern. Der mittig durch die Stahlfachwerkkonstruktion verlaufende Lift befördert die Fahrgäste bis zur Plattform auf 135 Metern Höhe. Er fährt mit einer Geschwindigkeit von 4 Metern pro Sekunde und ist mit einer Aussichtsglasfront ausgestattet. Um den Aufzug herum führt eine 1,3 Meter breite Treppe in 610 Stufen von der Basis bis zur Besucherplattform. Aus Sicherheitsgründen sind nur die 287 Stufen bis zum Restaurantgeschoss für Besucher freigegeben.

## Rezeption

### Architektonische Einordnung

Maßstabsgetreuer Vergleich des Funkturms mit dem Eiffelturm

Der Berliner Funkturm wird dem Baustil der frühen Moderne zugerechnet. Da sich das Berlin der 1920er Jahre („Goldene Zwanziger“) durchaus mit Paris messen konnte, drängt sich ein baulicher Vergleich mit dem Eiffelturm auf, der ebenfalls eine Stahlfachwerkkonstruktion ist.
Der Pariser Eiffelturm nahm eine entscheidende Vorbildfunktion für den Bau von Stahlfachwerktürmen ein, so auch für den Berliner Funkturm. Dieser ist allerdings nicht nur knapp halb so hoch, sondern verwendet auch ein weit weniger engmaschiges Gitterwerk als sein französisches Pendant, was ihn über 16-mal leichter macht. Bereits die gesamte Standfläche des Funkturms würde fast der eines einzigen der vier Pylone des Eiffelturms entsprechen. Darüber hinaus bemerkenswert im direkten Vergleich ist, dass der Berliner Funkturm ein Verhältnis von Kantenlänge zur Gesamthöhe von etwa 1:6 aufweist, wohingegen der Eiffelturm hier ein Verhältnis von 1:2,6 hat.
Seine Linienführung im Seitenprofil ist im Gegensatz zum Eiffelturm nicht bogenförmig, sondern gerade. Aus dieser zeitgemäßeren Interpretation ist eine minimalistische Weiterentwicklung mit sparsamer Materialverwendung entstanden, deren Form noch stärker der Notwendigkeit der Konstruktion folgt.

### Medien und Gesellschaft
Der Berliner Funkturm avancierte in den 1930er Jahren schnell zum Wahrzeichen Berlins, und da er deutsche Radio- und weltweit Fernsehgeschichte schrieb, auch zum Symbol der aufkommenden medientechnischen Ära. Bereits zu seiner Einweihung 1926 nannte der Schriftsteller Hans Brennert den Funkturm einen „Eisernen Roland des neuen Berlins“ und schrieb ihm mit diesem Verweis auf den berühmten Bremer Roland bereits die Funktion als neues Berliner Wahrzeichen zu.
Trotz der Zerstörung seiner Sendeanlagen 1935 nutzten den „Berliner Eiffelturm“ auch die Nationalsozialisten als Symbol technischen Fortschritts, an dessen Füßen sie auf den Funkausstellungen den Volksempfänger und die ersten Fernsehgeräte präsentierten, die ihrerseits als Propagandainstrumente dienten. Die bis in die 1970er Jahre gebräuchliche Bezeichnung „Langer Lulatsch“ im Berliner Volksmund für den Funkturm wird weiterhin in den Medien verwendet und von der Tourismuswerbung benutzt, auch wenn unter Einheimischen diese Bezeichnung unüblich geworden sein soll. Einige in Berlin ansässige Unternehmen nutzten die Symbolkraft des Bauwerks als Werbeträger. 
Der starke Symbolcharakter ging im Lauf der Jahrzehnte und nach der deutschen Wiedervereinigung weitgehend verloren – auch beschleunigt durch den Bau des mehr als doppelt so hohen Berliner Fernsehturms im Ostteil Ende der 1960er Jahre und dessen politischer Entideologisierung – zusammen mit der zurückgehenden Bedeutung des Funkturms als Sendeturm. Diese Entwicklung spiegelt sich auch in der Würdigung des Funkturms in Deutschland auf Briefmarken wider: Insgesamt zehnmal ist dort das Bauwerk abgebildet, erstmals 1953 in der Serie Berliner Bauten der Deutschen Post Berlin und letztmals 1987 in einem Motiv zur 750-Jahr-Feier der Stadt, wo der Turm in der Stadtsilhouette mit anderen Berliner Bauwerken zu sehen ist. Trotzdem hat sich der Funkturm als Wahrzeichen erhalten und wurde oft im Zusammenhang mit der Messe Berlin oder Veranstaltungen, die dort stattfanden, genannt. Die Bezeichnung „Messegelände am Funkturm“ oder „Messegelände unter dem Funkturm“ kam 1927 zum ersten Mal auf und etablierte sich zu einem feststehenden Begriff und Synonym für die Berliner Messe, der bis heute Bestand hat.
Der Berliner Funkturm spielt als Schauplatz in Volker Kutschers historischem Kriminalroman Der stumme Tod eine entscheidende Rolle. Dem Fußballspieler Uwe Kliemann wurde aufgrund seiner Berliner Herkunft und seiner Körpergröße der Spitzname „Funkturm“ beigelegt.

### Funk- und fernsehtechnische Bedeutung und Sendebetrieb

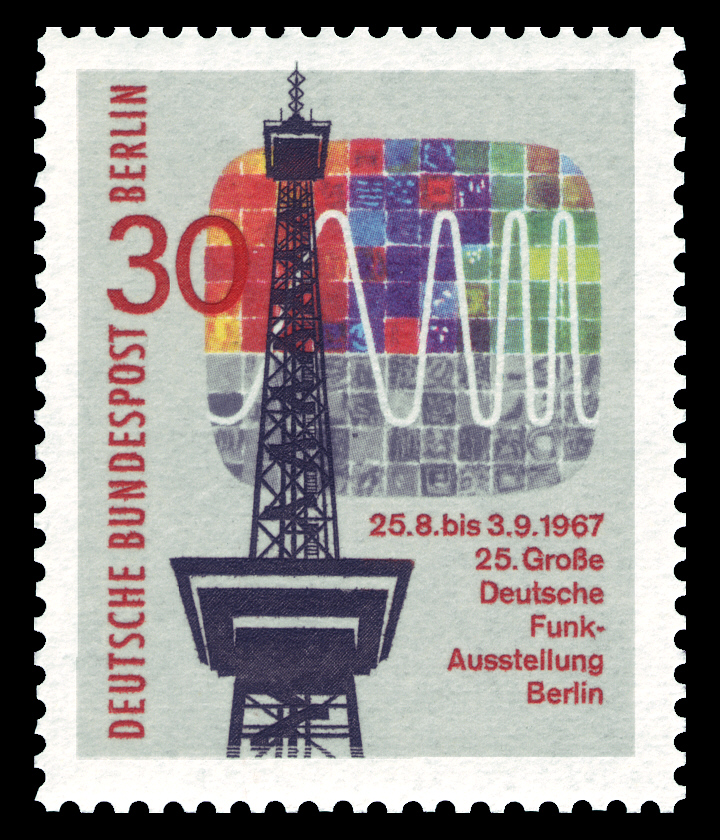
Briefmarke zur Berliner Funkausstellung mit Funkturm, 1967

Da der für den Mittelwellensender Berlin-Witzleben errichtete Funkturm mit seiner vergleichsweise geringen Höhe nicht die notwendige Leistung liefern konnte, wurde etwa 160 Meter jenseits des Messedamms – auf dem heutigen Gelände des Kongresszentrums – parallel ein zusätzlicher 80 Meter hoher Sendemast errichtet, der bereits ein Jahr vor Fertigstellung des Funkturms zur Verfügung stand. Ein anderer 120 Meter hoher Mast hielt vor Errichtung des Funkturms die Antenne. Mit dem Bau des Funkturms wurde der Mast auf dem heutigen Standort des Funkturms zu seinem Baukran umfunktioniert und wurde sogar Teil seines Skeletts. Aus diesem Grund konnte der Funkturm bereits vor seiner offiziellen Eröffnung am 25. September 1925 den Sendebetrieb auf der Mittelwellenfrequenz 520,8 kHz aufnehmen. Zwischen den beiden Sendetürmen wurde mit 50 Meter Abstand vom Funkturm eine zehn Meter breite und 68 Meter lange Mehrfach-T-Antenne aus fünf Drähten aufgehängt. Diese dem damaligen Stand der Technik entsprechende Konstruktion erfüllte zwar nicht ganz die Erwartungen, die man an das Sendevermögen stellte, blieb jedoch bis zum Brand der Radio-Messehalle 1935 bestehen. Obwohl die Sendeleistung gegenüber dem Sender am Magdeburger Platz verdoppelt worden war, war die Reichweite des Senders vor allem nach Osten hin schlechter, sodass ab 1929 ein zusätzlicher Sender in der Boxhagener Straße betrieben wurde.

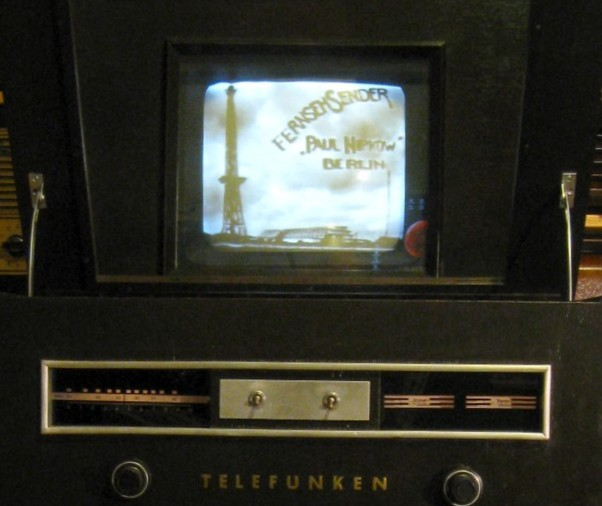
Fernsehgerät von Telefunken mit dem Fernsehsender „Paul Nipkow“

Es gab vor allem zwei Gründe dafür, dass der Funkturm trotz der aufwendigen Behelfslösung mit dem zweiten Sendemasten nicht die in die Sendeleistung gesetzten Erwartungen erfüllte. Zum einen war er trotz seiner Porzellanisolatoren sowohl durch den zu den Plattformen führenden Aufzug als auch durch die hinaufführenden Versorgungsleitungen elektrisch geerdet. Zum anderen entsprach seine Grundschwingungszahl zufälligerweise ziemlich genau der elektromagnetischen Wellenlänge des abgestrahlten Hochfrequenzsignals.
Während die Ausstrahlung als Mittelwellensender nicht zufriedenstellend verlief, funktionierte die Ausstrahlung von UKW-Strahlen vom Berliner Funkturm hervorragend. Im Jahr 1929 wurden auf der Turmspitze zwei Rundantennen als Versuchsanordnung für das Ausstrahlen des Fernsehprogramms montiert. In der Nacht zum 9. März 1929 strahlte der Funkturm von 23:10 bis 0:30 Uhr ein Fernsehbild testweise noch ohne Ton aus. Die erste Fernsehsendung über UKW erfolgte 1932. Am 22. März 1935 sendete eine zusätzliche Antenne auf der Spitze des Turms das weltweit erste reguläre Fernsehprogramm aus. Es handelte sich um den Fernsehsender „Paul Nipkow“ des Deutschen Fernseh-Rundfunks, damals mit 180 Bildschirmzeilen ausgestrahlt.

## Dokumentationen
- Der Funkturm – Berlins Wahrzeichen am Messegelände. Dokumentarfilm, Deutschland 2009, 88 min.
- Geheimnisvolle Orte - der Funkturm. TV-Dokumentation von Grit Lederer (Buch / Regie), D 2024 für RBB, 44 min.